# بيتا الديناميكية الحرارية

مقياس تحويل درجة الحرارة والبرودة وفق النظام الدولي (SI): درجات الحرارة بمقياس كلفن موضحة باللون الأزرق (وسيلسيوس بالأخضر، وفهرنهايت بالأحمر)، وقيم البرودة بالجيجابايت لكل نانوجول موضحة بالأسود. تظهر درجة الحرارة اللانهائية (برودة صفرية) في أعلى الرسم البياني؛ وتقع القيم الموجبة للبرودة ودرجة الحرارة على الجانب الأيمن، والقيم السالبة على الجانب الأيسر.

في الديناميكا الحرارية الإحصائية، تُعرَّف بيتا الديناميكية الحرارية (β)، التي تُعرف أحيانًا باسم البرودة ، بأنها مقلوب درجة الحرارة الديناميكية الحرارية لنظام ما:
{\displaystyle \beta ={\frac {1}{k_{\rm {B}}T}}} 
حيث T هي درجة الحرارة وkB هو ثابت بولتزمان.
وحدة قياس بيتا الديناميكية الحرارية هي مقلوب وحدة الطاقة (في وحدات النظام الدولي، مقلوب جول، أي {\displaystyle [\beta ]={\textrm {J}}^{-1}}). في الوحدات غير الحرارية، يمكن قياسها أيضًا بـبايت لكل جول، أو بشكل أدق، جيجابايت لكل نانوجول؛ حيث إن 1 كلفن−1 يعادل حوالي 13,062 جيجابايت لكل نانوجول. عند درجة حرارة الغرفة (T = 300 كلفن)، تكون β ≈ 44 جيجابايت/نانوجول ≈ 39 إلكترون فولت−1 ≈ 2.4×1020 جول−1. ويُحسب عامل التحويل بالعلاقة: 1 جيجابايت/نانوجول = {\displaystyle 8\ln 2\times 10^{18}} جول−1.

## الوصف
تمثل بيتا الديناميكية الحرارية، في جوهرها، حلقة الوصل بين نظرية المعلومات والميكانيكا الإحصائية عند تفسير نظام فيزيائي من خلال مفاهيم الإنتروبيا والديناميكا الحرارية المرتبطة بالطاقة. فهي تعبر عن استجابة الإنتروبيا لأي زيادة في الطاقة. فإذا أُضيفت كمية صغيرة من الطاقة إلى نظام ما، فإن β تصف مقدار ازدياد لا ترتيب النظام (أي إنتروبيته).
من خلال التعريف الإحصائي لدرجة الحرارة كدالة للإنتروبيا، تُحسب دالة البرودة في التجميع الميكروكانيوني من الصيغة:
{\displaystyle \beta ={\frac {1}{k_{\rm {B}}T}}={\frac {1}{k_{\rm {B}}}}\left({\frac {\partial S}{\partial E}}\right)_{V,N}}
(أي، المشتقة الجزئية للإنتروبيا S بالنسبة للطاقة E عند حجم ثابت V وعدد جسيمات ثابت N).

### المزايا
على الرغم من تكافؤ β التام مع درجة الحرارة من حيث المفهوم، إلا أنها تُعَدّ بشكل عام كميةً أساسيةً أكثر من درجة الحرارة، وهذا يظهر جليًا في ظاهرة درجة الحرارة السالبة، حيث تكون β دالة مستمرة عند عبورها الصفر، بينما تُظهر درجة الحرارة T نقطة تفرد (singularity) عند هذه النقطة.
إضافةً إلى ذلك، تتميز β بسهولة فهمها من منظور سببي: فإذا أُضيفت كمية صغيرة من الحرارة إلى نظام، فإن β تمثل الزيادة في الإنتروبيا مقسومة على الزيادة في الحرارة. ومن الصعب تفسير درجة الحرارة بالمفهوم ذاته، إذ لا يمكن "إضافة الإنتروبيا" إلى نظام إلا بشكل غير مباشر، عبر تعديل كميات أخرى مثل درجة الحرارة أو الحجم أو عدد الجسيمات.

## التفسير الإحصائي
من منظور إحصائي، β هي كمية عددية تربط بين نظامين عيانيين (ماكروسكوبيين) في حالة توازن حراري. ويمكن صياغة ذلك على النحو التالي: لنفترض وجود نظامين، 1 و 2، في اتصال حراري، وطاقتهما E1 و E2 على التوالي، مع بقاء مجموعهما E1 + E2 = E ثابتًا. سنرمز لعدد الحالات المجهرية لكل نظام بالرمزين Ω1 و Ω2. ووفقًا لافتراضاتنا، تعتمد Ωi فقط على Ei. نفترض أيضًا أن أي حالة مجهرية للنظام 1 متوافقة مع الطاقة E1 يمكن أن تتواجد مع أي حالة مجهرية للنظام 2 متوافقة مع الطاقة E2. وعليه، فإن عدد الحالات المجهرية للنظام المدمج هو:
{\displaystyle \Omega =\Omega _{1}(E_{1})\Omega _{2}(E_{2})=\Omega _{1}(E_{1})\Omega _{2}(E-E_{1}).}
سنشتق β من الافتراض الأساسي للميكانيكا الإحصائية:
عندما يصل النظام المدمج إلى حالة التوازن، فإن عدد الحالات المجهرية Ω يبلغ قيمته العظمى.
(بمعنى آخر، يسعى النظام طبيعيًا إلى تحقيق أكبر عدد ممكن من الحالات المجهرية). لذلك، عند التوازن، تكون المشتقة صفرًا:
{\displaystyle {\frac {d\Omega }{dE_{1}}}=\Omega _{2}(E_{2}){\frac {d\Omega _{1}(E_{1})}{dE_{1}}}+\Omega _{1}(E_{1}){\frac {d\Omega _{2}(E_{2})}{dE_{2}}}\cdot {\frac {dE_{2}}{dE_{1}}}=0.}
وبما أن E1 + E2 = E، فإن:
{\displaystyle {\frac {dE_{2}}{dE_{1}}}=-1.}
إذًا:
{\displaystyle \Omega _{2}(E_{2}){\frac {d\Omega _{1}(E_{1})}{dE_{1}}}-\Omega _{1}(E_{1}){\frac {d\Omega _{2}(E_{2})}{dE_{2}}}=0}
وهذا يكافئ:
{\displaystyle {\frac {1}{\Omega _{1}}}{\frac {d\Omega _{1}}{dE_{1}}}={\frac {1}{\Omega _{2}}}{\frac {d\Omega _{2}}{dE_{2}}}\quad \implies \quad {\frac {d\ln \Omega _{1}}{dE_{1}}}={\frac {d\ln \Omega _{2}}{dE_{2}}}\quad {\text{عند الاتزان.}}}
هذه العلاقة الأخيرة هي الدافع لتعريف β كما يلي:
{\displaystyle \beta ={\frac {d\ln \Omega }{dE}}.}

## ربط الرؤية الإحصائية بالرؤية الديناميكية الحرارية
عندما يكون نظامان في حالة توازن، يكون لهما نفس درجة الحرارة الديناميكية الحرارية T. وبالتالي، من البديهي أن نتوقع ارتباط β (المُعرَّفة عبر الحالات المجهرية) بدرجة الحرارة T بطريقة ما. يوفر افتراض بولتزمان الأساسي هذه الصلة، والذي يُكتب على النحو التالي:
{\displaystyle S=k_{\rm {B}}\ln \Omega ,}
حيث kB هو ثابت بولتزمان، وS هي الإنتروبيا الديناميكية الحرارية، وΩ هو عدد الحالات المجهرية. إذًا:
{\displaystyle d\ln \Omega ={\frac {1}{k_{\rm {B}}}}dS.}
بالتعويض في تعريف β من التعريف الإحصائي أعلاه، نحصل على:
{\displaystyle \beta ={\frac {1}{k_{\rm {B}}}}{\frac {dS}{dE}}.}
وبمقارنة هذه العلاقة بالصيغة الديناميكية الحرارية:
{\displaystyle {\frac {dS}{dE}}={\frac {1}{T}},}
نجد أن:
{\displaystyle \beta ={\frac {1}{k_{\rm {B}}T}}={\frac {1}{\tau }}}
حيث تسمى {\displaystyle \tau } درجة الحرارة الأساسية للنظام، ووحدتها هي وحدة الطاقة.

## التاريخ
قُدِّم مفهوم بيتا الديناميكية الحرارية لأول مرة في عام 1971 (باسم Kältefunktion أي "دالة البرودة") بواسطة Ingo Müller، أحد رواد مدرسة الديناميكا الحرارية العقلانية الفكرية، بناءً على مقترحات سابقة لمفهوم "مقلوب درجة الحرارة".